# Турбйорн Еґнер
Турбйорн Еґнер (норв. Thorbjørn Egner, 12 грудня 1912 — 24 грудня 1990, Осло) — норвезький письменник і драматург. В основному відомий книгами для дітей і дитячими радіопостановками, п'єсами і мюзиклами. Самостійно ілюстрував свої твори. Переклав на норвезьку мову цикл Мілна про Вінні-Пуха. В СРСР здобув популярність після перекладу дитячої книги «Люди і розбійники з Кардамону» (переклад Тетяни Величко, переклад віршів Юрія Вронського).

## Біографія
Еґнер виріс в робочому районі Осло. Перед війною здобув освіту в Національній академії мистецтв і ремесел, де, зокрема, навчався у Пера Крога. Кілька років працював художником, малював декорації і рекламні плакати. У 1945 році він відправився в Копенгаген вивчати літографію у Крістіана Серенсена, де і познайомився з багатьма художниками, включаючи Асґера Йорна. Крім образотворчого мистецтва, Еґнер також цікавився театром, ще студентом брав уроки театрального мистецтва і писав п'єси. Пізніше деякі з цих п'єс були поставлені.
У 1937 році Турбйорн Еґнер одружився з Анною Еґнер, уродженою Еліассен. У них було четверо дітей.

## Творчість
Вперше отримав популярність як автор і ведучий радіопостановок в програмі норвезького радіо Barnetimen for de minste (1947—1952). Найбільш відомою його п'єсою стала «Пригоди в лісі Ялинці-на-Гірці» (1953), дитячими книгами — «Каріус і Бактеріус» (1949) і «Люди і розбійники з Кардамону» (1955).

## Нагороди
У 1972 році Еґнер був нагороджений орденом Святого Олафа «за видатний внесок в культуру», а в 1979 році став першим володарем знову заснованої премії Капелена. Він тричі отримував музичну премію Spellemannprisen (норвезький аналог премії Греммі), в 1975, 1977 і 1982 роках.

## Твори

### Дитячі книги
- 1940 — Barneboka, спільно з Сіґурдом Вінснесом
- 1940 — Malermester Klattiklatt dypper kosten — og tar fatt
- 1941 — Den nye barneboka, спільно з Сіґурдом Вінснесом
- 1941 — Truls og Kari: en liten bok for store og små
- 1942 — Truls og Kari kommer til den store byen
- 1942 — Ola-Ola som alle dyra var så glad i
- 1942 — Småfolk
- 1942 — Klattiklatt: malebok med bilder og vers
- 1942 — Malermester Klattiklatt gjør vinter til sommer
- 1943 — Klattiklatt drar til negerland
- 1943 — Truls og Kari i den store digre skauen
- 1943 — Hva sier dyra?
- 1943 — Lekene mine
- 1943 — Svarten
- 1943 — Store og små er ute og kjører
- 1943 — Jumbo som dro ut i verden
- 1943 — 1-2-3: Telleboka
- 1945 — Klattiklatt i hjemmefronten
- 1945 — Hesten, kua og de andre
- 1946 — Da Per var ku
- 1946 — Stormen
- 1949 — Каріус і Бактеріус (Karius og Baktus)
- 1951 — Tretten viser fra barnetimen (sangbok)
- 1952 — Nye viser fra barnetimen (sangbok)
- 1953 — Клатремус та інші звірятка з Лісу на Пагорбі[9] (Klatremus og de andre dyrene i Hakkebakkeskogen)
- 1955 — Люди і розбійники з Кардамону (Folk og røvere i Kardemomme by)
- 1958 — Tommy og elefanten
- 1958-1959 — Lesebøker (15 книг для школярів)
- 1971 — Bamsefar og andre viser fra barnetimen
- 1973 — Kaptein Sorte Bill og andre viser
- 1976 — Musikantene kommer til byen
- 1987 — Gode venner

### Переклади дитячих книг
- 1954 — Г'ю Лофтінг, Доктор Дулітл
- 1956 — Астрід Ліндгрен, Малюк і Карлсон, який живе на даху
- 1956 — Астрід Ліндгрен, Lilibet sirkusbarn
- 1956 — Алан Александр Мілн, Будинок на Пуховому узліссі
- 1970 — Алан Александр Мілн, The Pooh story book
- 1975 — Алан Александр Мілн, Вінні-Пух
- 1976 — Егон Матісен, Mis med de blå øjne.

## Переклади українською
- Турбйорн Еґнер. Клатремус та інші звірята з Лісу на Пагорбі. / пер. з норвезької Наталі Іліщук, — Київ: Круговерть, 2016. — 96 с.

## Примітка
1. 1 2 3  Deutsche Nationalbibliothek Record #121181030 // Gemeinsame Normdatei — 2012—2016.
2. 1 2  RKDartists
3. 1 2  Digitale Bibliotheek voor de Nederlandse Letteren — 1999.
4. ↑  http://www.begravdeioslo.no/maler/grav/grave_id/101445
5. ↑  https://www.dbnl.org/onzekinderboeken/jeugdlit_illustrator.php
6. ↑  Bibliothèque nationale de France BNF: платформа відкритих даних — 2011.
7. ↑  CONOR.Sl
8. ↑  ПроДетЛит — 2019.
9. ↑  Турбйорн Еґнер. Клатремус та інші звірятка з Лісу на Пагорбі / пер. з норв. Н.Іліщук. — Видавництво «Круговерть», 2016. — 96 с. Архів оригіналу за 8 серпня 2018. Процитовано 8 серпня 2018. [Архівовано 2018-08-08 у Wayback Machine.]